# Neil Bourguiba
Neil Bourguiba (født 10. november 1996) er en svensk skuespiller. Hans mor er svensk og tunesisk og hans far er tunesisk. Han er barnebarn til den tunesiske politiker Habib Bourguiba. Bourguiba er bedst kendt for at spille Wilhelm Beck i filmene om Martin Beck.

## Filmografi
- Beck – Hämndens pris (2001)
- Beck – Annonsmannen (2002)
- Beck – Advokaten (2006)
- Beck – Gamen (2007)
- Beck – Den svaga länken (2007)
- Beck – Det tysta skriket (2007)
- Beck – I Guds namn (2007)